# Diabelski rdzeń

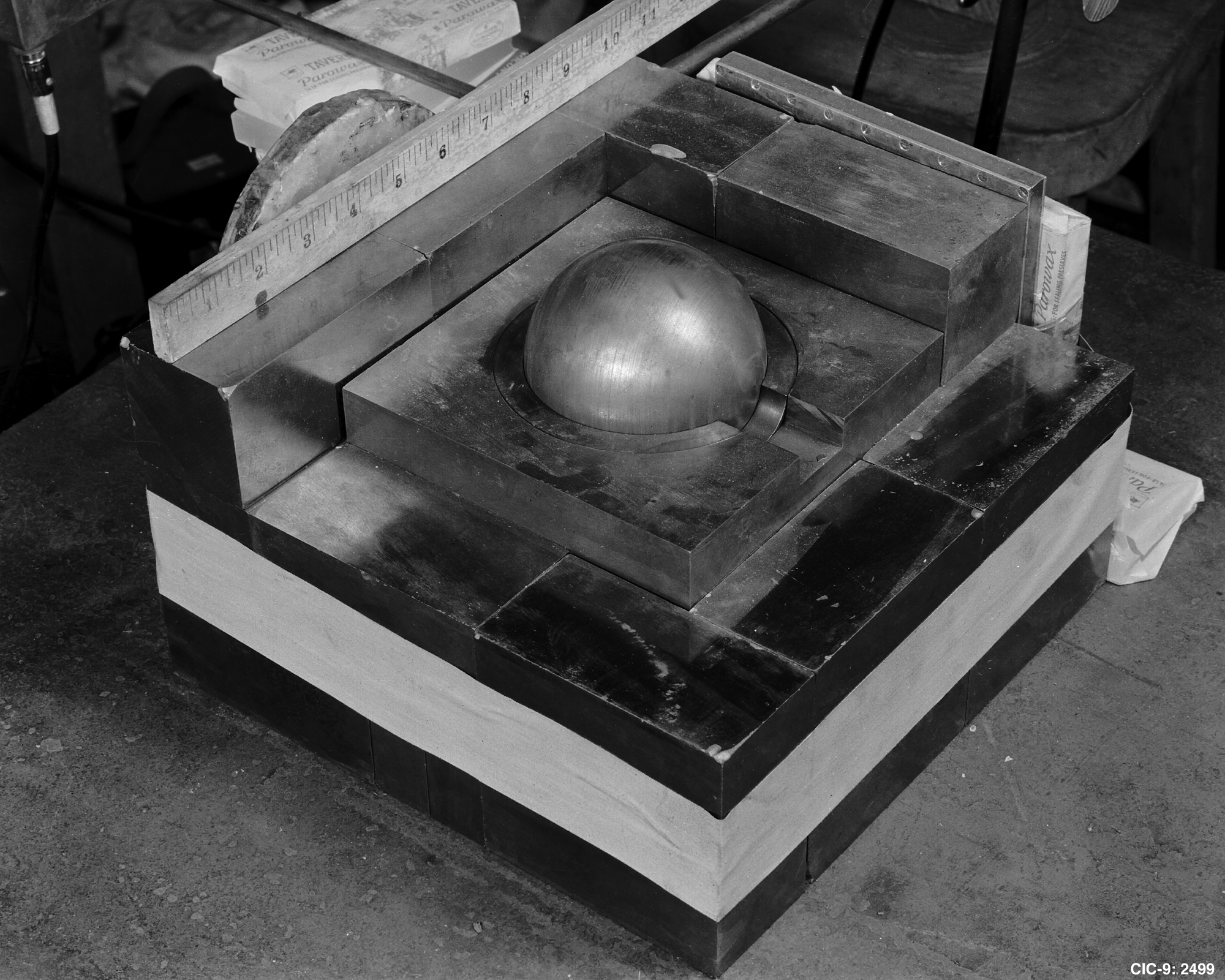
Kula z plutonu osłonięta odbijającymi neutrony blokami z węgliku wolframu (element rekonstrukcji incydentu, którego śmiertelną ofiarą był Harry Daghlian)

Diabelski rdzeń (ang. Demon Core) – kryptonim nadany 6,2 kg podkrytycznej masie plutonu Pu-239 o kształcie kuli, która była używana do eksperymentów w Los Alamos National Laboratory w latach 1945–1946. Nazwa została nadana przez pracowników laboratorium po dwóch niezależnych incydentach związanych z doprowadzaniem rdzenia do masy bliskiej krytycznej, w wyniku których zmarło dwóch naukowców: Harry Daghlian (incydent z 21 sierpnia 1945) oraz Louis Slotin (incydent z 21 maja 1946).